# W duchu St. Louis
W duchu St. Louis (ang. The Spirit of St. Louis) – amerykański film biograficzny z 1957 roku w reżyserii Billy’ego Wildera. Zdjęcia kręcono w Santa Maria (Kalifornia), w kanadyjskich prowincjach Nowa Szkocja i Nowa Fundlandia i Labrador (St. John’s) oraz w podparyskim Guyancourt (departament Yvelines).

## Fabuła
Pilot Charles „Slim” Lindbergh stara się sfinansować i zaprojektować samolot, który będzie w stanie przebyć drogę z Nowego Jorku do Paryża. Ma być to pierwszy w historii samotny lot transatlantycki.

## Obsada
- James Stewart – Charles Augustus 'Slim' Lindbergh
- Charles Watts – O.W. Schultz
- Marc Connelly – Ojciec Hussman
- Arthur Space – Donald Hall
- Bartlett Robinson – Benjamin Frank Mahoney
- Patricia Smith – dziewczyna
- Murray Hamilton – Bud Gurney
- Budd Buster – mechanik George Selk

## Nagrody i nominacje

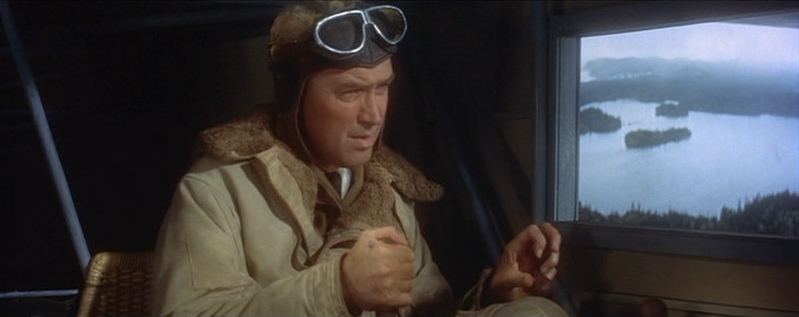
James Stewart w filmie

| Nazwa nagrody | Wygrane            | Nominacje                                          |
| ------------- | ------------------ | -------------------------------------------------- |
| NBR           | 1957 Top Ten Films | 1957 wygrana                                       |
| Oscar         | 1958 bez rezultatu | 1958 Najlepsze efekty specjalne Louis Lichtenfield |

## Wyróżnienia
| Rok wyróżnienia | Amerykański Instytut Filmowy                             | Miejsce     |
| --------------- | -------------------------------------------------------- | ----------- |
| 2006            | Lista 100 najbardziej inspirujących filmów wszech czasów | 69. miejsce |